# Штефан Рааб
Штефан Конрад Рааб (нім. Stefan Konrad Raab; 20 жовтня 1966, Кельн, Німеччина) — німецький артист, гуморист, музикант і колишній телеведучий. Рааб розпочав свою телевізійну кар'єру з виступу в комедійному шоу «Vivasion» у 1993 році. Він прославився в 1994 році, після того, як написав хіт-сингл національного тренера з футболу Берті Фогтса. З 1999 по 2015 рік він вів телевізійну комедію до пізньої ночі та створив низку інших телевізійних шоу, таких як «Schlag den Raab» та «Bundesvision: Music Competition». На початку 2010-х Рааб вважався «наймогутнішою людиною німецького розважального телебачення».
Рааб також відомий своєю постійною роллю продюсера, сценариста та виконавця німецьких робіт на Євробаченні з 1998 року Він був ініціатором національного передвиборчого шоу «Unser Star für Oslo» (Наша зірка для Осло), в якому Німеччина виграла конкурс у 2010 році.

## Біографія
Штефан Рааб народився в Кельні в 1966 році і виріс із сестрою в районі Зюльц, де його батьки керували м'ясним магазином, що належав його батькові. Він був церковним служителем у школі. За його власним твердженням, батько подарував йому барабанну установку як перший інструмент у 6-му класі, після чого він грав у різних шкільних групах, у тому числі в групі з трьох осіб Black Mollys. Він також навчився грати на інших музичних інструментах.